# 앨리사 디아즈

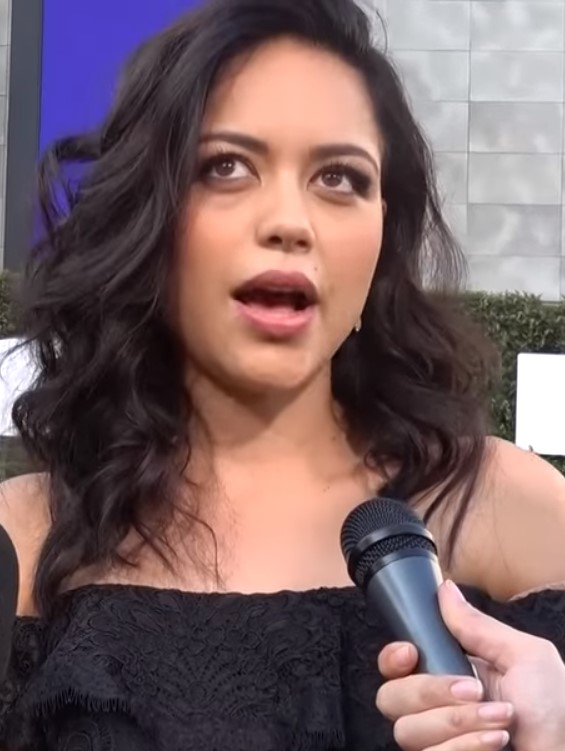
2018년 모습

얼리사 디애즈(Alyssa Diaz, 영어 발음: /əˈlɪsə/, 1985년 9월 7일 ~ )는 미국의 배우이다.
로스앤젤레스에서 태어났다.

## 출연 작품

### 영화
- 벤 10: 에일리언 스웜 (2009) - 엘레나 벨리더스 목소리 역
- The Jensen Project (2010) - 서맨사 역
- 샤크 나이트 3D (2011) - 마이아 역
- 레드 던 (2012)
- 인투 더 미러 (2018)
- 배트맨: 더 롱 할로윈, 파트 투 (2021) - 르네 몬토야 역 (목소리)

### 텔레비전
- 애즈 더 월드 턴즈 (2005)
- 더 나인 라이브즈 오브 클로이 킹 (2011) - 재스민 역
- 아미 와이브즈 (2012-13) - 글로리아 크루즈 역
- 레이 도노반 (2015-18)
- 주 (2016-17)
- 루키 (2018-현재)